# Sci-Fi Lullabies
| 평가 점수               | 평가 점수 |
| 출처                    | 점수      |
| ----------------------- | --------- |
| AllMusic                | [ 1 ]     |
| Chicago Tribune         | [ 2 ]     |
| Entertainment Weekly    | A         |
| The Guardian            | [ 4 ]     |
| NME                     | 9/10      |
| Pitchfork               | 8.8/10    |
| Pittsburgh Post-Gazette | [ 7 ]     |
| Select                  | 4/5       |
| The Times               | [ 9 ]     |
| Vox                     | [ 10 ]    |

《Sci-Fi Lullabies》는 영국의 얼터너티브 록 밴드 스웨이드가 1997년 10월 6일, 누드 레코드를 통해 발매한 2장짜리 컴필레이션 음반이다. 이 음반은 스웨이드의 첫 세 스튜디오 음반에서 파생된 싱글들의 B-사이드 트랙들로 구성되어 있다. 《Sci-Fi Lullabies》는 영국 음반 차트에서 9위를 기록했으며, 발매 당시 비평가들로부터 만장일치에 가까운 찬사를 받았다. 이후 이 음반은 대중음악 역사상 가장 뛰어난 B-사이드 컴필레이션 중 하나로 평가받고 있다.

## 배경
이 음반은 두 장의 디스크로 구성되어 있으며, 스웨이드가 가장 왕성한 창작 활동을 벌이던 시기를 담고 있다. 첫 번째 디스크는 브렛 앤더슨과 버나드 버틀러의 송라이팅 파트너십에 의해 쓰인 곡들이 중심을 이루고 있으며 (예외는 〈Together〉, 〈Bentswood Boys〉, 〈Europe is Our Playground〉), 두 번째 디스크는 버틀러의 탈퇴 이후 새 기타리스트 리처드 오크스와 키보디스트 닐 코들링이 합류한 뒤 나타난 다양한 밴드 내 작곡 조합들 (앤더슨/오크스, 앤더슨/코들링, 앤더슨 단독 작곡, 밴드 전체가 참여한 곡 등)을 보여준다.
이 음반은 해당 시기를 포괄적으로 다루지는 않으며, 그 기간 중 B-사이드로 발표된 곡들 중 약 6곡 정도가 수록되지 않았다. 앤더슨/버틀러 시기의 미수록 곡으로는 〈Animal Nitrate〉의 B-사이드였던 〈Painted People〉, 〈So Young〉의 〈Dolly〉, 〈The Wild Ones〉 디스크 1의 〈This World Needs a Father〉 (버틀러 시기의 마지막 B-사이드)이 있다. 앤더슨의 단독 작곡곡 중에서는 〈The Wild Ones〉 디스크 2의 〈Asda Town〉과 〈Beautiful Ones〉의 〈Sam〉이 빠졌으며, 코들링이 작곡한 〈Digging a Hole〉와 밴드 전체가 공동 작업한 〈Feel〉 (둘 다 〈Lazy〉의 B-사이드)도 수록되지 않았다. 또한, 〈New Generation〉 디스크 2와 〈Filmstar〉 디스크 2에 수록된 라이브 버전 B-사이드들, 펫 샵 보이스의 곡 〈Rent〉의 커버, 〈The Wild Ones〉 디스크 2에 수록된 〈Eno's Introducing the Band〉 역시 포함되어 있지 않다.
베이시스트 매트 오스먼은 밴드의 음반 발매 이유를 설명하며 "우리는 트랙을 가지고 있었고, 그 트랙들을 좋아했으며, 사람들이 듣기를 원했습니다... 우리는 마지막 음반 (《Coming Up》) 이전에 음반을 발매하려고 했지만, 그것은 거꾸로 되었을 것입니다. 또한 유럽에서는 수많은 해적판이 등장하기 시작했고, 그들은 엄청난 비용이 들었습니다. 이 곡들은 우리가 사람들에게 듣기를 원합니다. 이는 모든 느슨한 끝을 묶는 경향이 있습니다." 이 음반은 밴드의 팬들에게 중요한 음반으로 여겨지는데, 부분적으로는 풍부한 수록곡 덕분이며, 또 부분적으로는 컴필레이션에 담긴 많은 곡들이 그것들이 원래 수록되었던 싱글들만큼, 혹은 그보다 더 뛰어난 것으로 여겨지기 때문이다. 앤더슨은 훗날, 2016년 캐나다 잡지 《바이스》와의 인터뷰에서 이 컴필레이션 음반의 내용에 대해 약간의 후회를 밝혔는데, 자신이 그것을 더 나은 것으로 만들 수 있었고, 아마도 그렇게 했다면 이 음반이 스웨이드의 모든 음반 중에서 자신이 가장 좋아하는 것이 되었을지도 모른다고 말했다.

## 제목 및 커버 아트
이 음반의 제목은 밴드의 두 번째 음반 《Dog Man Star》에 수록된 곡 〈Introducing the Band〉의 가사에서 따온 것이다. 이 제목은 그 음반의 제목으로도 이전에 고려된 바 있었다.
이 컬렉션에는 피터 새빌이 디자인한 32쪽 분량의 풀컬러 가사집이 함께 들어 있다. BBC의 스티븐 다울링은 앞면 커버가 J. G. 밸러드와의 예술적 유사성을 지닌다고 언급했다. 앞면 커버에는 노섬벌랜드주의 오터번 훈련장에서 폐기되어 표적 연습용으로 사용된, 파괴된 잉글리시 일렉트릭 라이트닝 항공기가 담겨 있다. 이 사진은 북동부 출신 사진작가 존 키핀이 촬영한 것이다.

## 곡 목록
모든 곡들은 특별한 언급이 없는 한 브렛 앤더슨과 버나드 버틀러에 의해 작사/작곡하였다.
| #   | 제목                         | 작사·작곡             | 재생 시간 |
| --- | ---------------------------- | --------------------- | --------- |
| 1.  | 〈My Insatiable One〉        |                       | 2:57      |
| 2.  | 〈To the Birds〉             |                       | 5:24      |
| 3.  | 〈Where the Pigs Don't Fly〉 |                       | 5:33      |
| 4.  | 〈He's Dead〉                |                       | 5:13      |
| 5.  | 〈The Big Time〉             |                       | 4:28      |
| 6.  | 〈High Rising〉              |                       | 5:49      |
| 7.  | 〈The Living Dead〉          |                       | 2:48      |
| 8.  | 〈My Dark Star〉             |                       | 4:26      |
| 9.  | 〈Killing of a Flash Boy〉   |                       | 4:07      |
| 10. | 〈Whipsnade〉                |                       | 4:22      |
| 11. | 〈Modern Boys〉              |                       | 4:07      |
| 12. | 〈Together〉                 | 앤더슨, 리처드 오크스 | 4:29      |
| 13. | 〈Bentswood Boys〉           | 앤더슨, 오크스        | 3:15      |
| 14. | 〈Europe Is Our Playground〉 | 앤더슨, 매트 오스먼   | 5:39      |

| #   | 제목                             | 작사·작곡         | 재생 시간 |
| --- | -------------------------------- | ----------------- | --------- |
| 1.  | 〈Every Monday Morning Comes〉   |                   | 4:28      |
| 2.  | 〈Have You Ever Been This Low?〉 |                   | 3:52      |
| 3.  | 〈Another No One〉               | 앤더슨            | 3:56      |
| 4.  | 〈Young Men〉                    |                   | 4:35      |
| 5.  | 〈The Sound of the Streets〉     | 앤더슨            | 4:59      |
| 6.  | 〈Money〉                        |                   | 4:04      |
| 7.  | 〈W.S.D〉                        | 앤더슨            | 5:46      |
| 8.  | 〈This Time〉                    |                   | 5:46      |
| 9.  | 〈Jumble Sale Mums〉             |                   | 4:15      |
| 10. | 〈These Are the Sad Songs〉      |                   | 6:20      |
| 11. | 〈Sadie〉                        |                   | 5:24      |
| 12. | 〈Graffiti Women〉               | 앤더슨            | 4:51      |
| 13. | 〈Duchess〉                      | 앤더슨, 닐 코들링 | 3:55      |